# Cadwallader C. Washburn
Cadwallader Colden Washburn (Livermore, 22 de abril de 1818 - Eureka Springs, 14 de mayo de 1882) fue un empresario, político y soldado estadounidense que fundó un molino que luego se convirtió en General Mills. Miembro de la familia Washburn de Maine, fue congresista y gobernador de Wisconsin, y se desempeñó como general en el Ejército de la Unión durante la guerra civil estadounidense.

## Primeros años
Washburn nació en Livermore (en la actual Maine, entonces una parte de Massachusetts) siendo hijo de Martha (de soltera Benjamin) e Israel Washburn, Sr. Era uno de los siete hermanos, que incluían a Israel Washburn, Jr., Elihu B. Washburne, William D. Washburn y Charles Ames Washburn. Washburn asistió a la escuela en Wiscasset, Maine y más tarde enseñó allí en 1838-1839. En 1839 se mudó a Davenport, Territorio de Iowa, donde enseñó en la escuela, trabajó en una tienda y como topógrafo. Inspirado por su hermano Elihu, quien estableció una práctica legal en la cercana Galena, Illinois estudió derecho. En 1842 fue admitido en el colegio de abogados de Wisconsin y se mudó a Mineral Point, Territorio de Wisconsin, donde comenzó una práctica legal.

## Carrera empresarial

### Especulación territorial y banca
En 1844, Washburn formó una sociedad con el agente de tierras Cyrus Woodman. Juntos, los dos hombres desarrollaron varias empresas, como Wisconsin Mining Company. La empresa comercial más exitosa emprendida por los hombres fue la adquisición de tierras. En mayo de 1855 establecieron el banco Mineral Point Bank de Washburn y Woodman. Washburn y Woodman disolvieron amistosamente su sociedad en 1855.

### Minneapolis Mill Company
En 1856, la Minneapolis Mill Company fue autorizada por la legislatura territorial de Minnesota. Entre los incorporadores se encontraban el primo de Washburn, Dorilus Morrison, y Robert Smith, un congresista de Illinois que había adquirido los derechos de la energía hidráulica en el lado oeste de las Cataratas de San Antonio en Minneapolis. La empresa tuvo problemas al principio y varios de los primeros inversores se vendieron. Washburn lo compró y finalmente se convirtió en presidente. Su hermano William se mudó a Minneapolis por esa época y dirigió activamente la empresa. La compañía construyó una presa, un canal y un complejo conjunto de túneles de transferencia de agua que luego fueron arrendados, junto con la tierra que la compañía poseía al pie de las cataratas, a una variedad de molinos: molinos de algodón, molinos de lana, aserraderos y molienda/molinos de harina. Con el tiempo, el trabajo y la inversión de los dos hermanos valieron la pena y utilizaron su capital recién descubierto para invertir en molinos.

### Tablas de madera
En 1853, Washburn construyó un molino en Waubeck en el río Chippewa. En 1859 Washburn se mudó a La Crosse, Wisconsin y después de su servicio en tiempos de guerra, se involucró en un proyecto para limpiar el río Black y facilitar el manejo de troncos. En 1871 formó La Crosse Lumber Company, que finalmente aserró 20.000.000 pies tablares de madera al año. También tenía el molino de tejas más grande del valle superior del Misisipi.

### Harina
En 1866, construyó su propio Molino "B" de Washburn, que en ese momento se pensó que era demasiado grande para generar ganancias. Sin embargo, tuvo éxito y en 1874 construyó un molino Washburn "A" aún más grande. El complejo del molino "A" original fue destruido, junto con varios edificios cercanos, en una explosión de harina en 1878, pero luego fue reconstruido. En 1877, Washburn se asoció con John Crosby para formar Washburn-Crosby Company. Al mismo tiempo, Washburn envió a William Hood Dunwoody a Inglaterra para abrir ese mercado para el trigo de primavera. Con éxito, Dunwoody se convirtió en un socio silencioso y se convirtió en uno de los molineros más ricos del mundo. Dunwoody se convirtió en un filántropo dotando hospitales, instalaciones educativas que se convirtieron en Dunwoody College of Technology y una casa de caridad que finalmente se convirtió en Dunwoody Village. La corporación finalmente se conoció como General Mills.

## Carrera política y militar

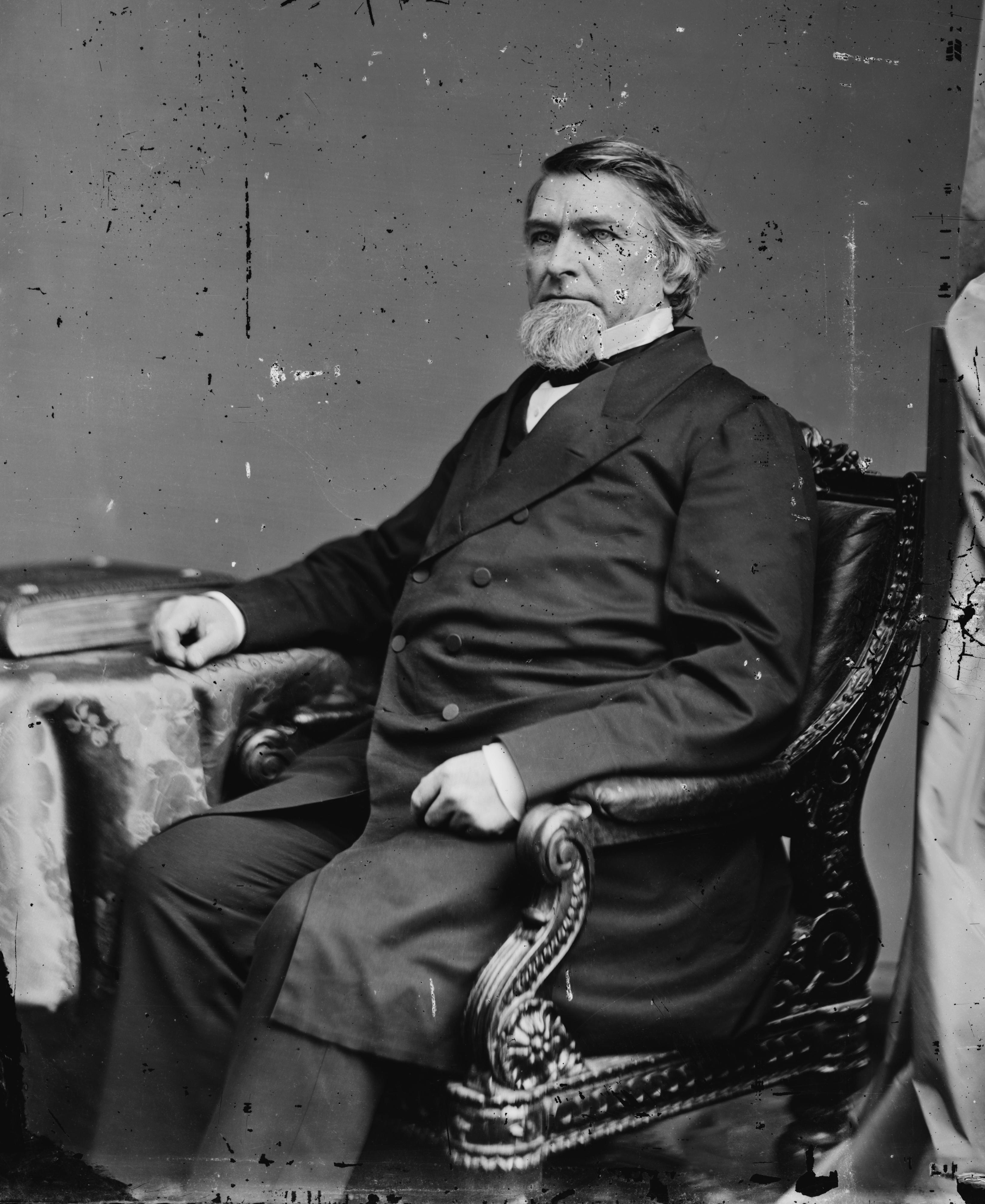
Cadwallader C. Washburn.

En 1854, Washburn se postuló para el Congreso como republicano, y luego sirvió tres mandatos como parte de los congresos 34, 35 y 36 de los Estados Unidos en representación del 2.º distrito congresional de Wisconsin, desde el 4 de marzo de 1855 hasta el 3 de marzo de 1861. En su último mandato, Washburn se desempeñó como presidente del Comité de Reclamaciones de Tierras Privadas. Se negó a postularse nuevamente en 1860.
La familia Washburn siempre se había opuesto firmemente a la esclavitud. Washburn se mudó a La Crosse, Wisconsin en 1861 pero regresó a Washington D.C, más tarde ese año como delegado en la convención de paz que se llevó a cabo en un intento por prevenir la guerra civil estadounidense. Sirvió en el Ejército de la Unión durante la Guerra Civil, convirtiéndose en coronel de la 2.ª Caballería Voluntaria de Wisconsin, el 6 de febrero de 1862; general de brigada de Voluntarios el 16 de julio de 1862; y mayor general el 29 de noviembre de 1862. Washburn tuvo el honor de que el presidente Abraham Lincoln firmara el documento de su nombramiento. En un momento, Ulysses S. Grant llamó a Washburn "uno de los mejores oficiales administrativos que tenemos". Él comandó la caballería del XIII Cuerpo en las etapas iniciales de la Campaña de Vicksburg de Ulysses S. Grant. Una vez que las operaciones de asedio habían comenzado contra la ciudad de Vicksburg y Grant llamó a todas las fuerzas disponibles, Washburn dirigió un destacamento del XVI Cuerpo durante el sitio de Vicksburg. Estuvo al mando de la Primera División del XIII Cuerpo en las operaciones de Nathanial P. Banks a lo largo de la costa de Texas, dirigiendo la expedición contra Fort Esperanza en noviembre de 1863.
Durante el resto de la guerra se desempeñó en funciones administrativas en Misisipi y Tennessee. Mientras comandaba las fuerzas de la Unión en Memphis, fue el objetivo de una incursión fallida, conocida como segunda batalla de Memphis, dirigida por Nathan B. Forrest para secuestrarlo a él y a otros generales de la Unión. Dejó el Ejército de la Unión el 25 de mayo de 1865.
Después de la conclusión de la guerra, Washburn regresó a su casa en La Crosse, donde fue elegido nuevamente por dos mandatos en la Cámara de Representantes. Esta vez representó al 6.º distrito congresional de Wisconsin en los congresos 40 y 41 del 4 de marzo de 1867 al 3 de marzo de 1871, donde fue presidente del Comité de Gastos en Edificios Públicos en el primer período. Se negó a postularse en 1870.
En 1871, se le instó a postularse para gobernador de Wisconsin contra James R. Doolittle. Washburn ganó las elecciones y fue investido gobernador de Wisconsin el primer lunes de enero de 1872 y sirvió desde 1872 hasta 1874. Se postuló sin éxito para la reelección en 1873.
Un año después, compró la propiedad de Edgewood Villa de Samuel Marshall, donde se encuentra Edgewood College hoy.

## Vida posterior
Washburn donó la finca de Edgewood Villa a las hermanas dominicas Sinsinawa de Madison, Wisconsin en 1881. La Edgewood Villa más tarde se convirtió en Edgewood College y Edgewood High School. Casi un año después, el 14 de mayo de 1882,

## Vida personal

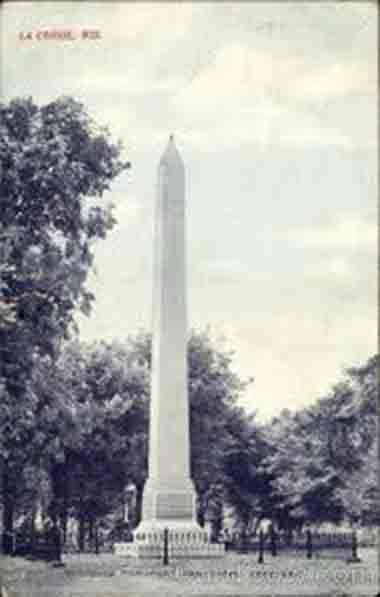
Monumento a Cadwallader C. Washburn y su tumba en el cementerio Oak Grove en La Crosse, Wisconsin.

Poco después de su nacimiento en 1818, Washburn fue diagnosticado con epilepsia. El 1 de enero de 1849, día de Año Nuevo, se casó con Jeanette Garr, hija de Andrew Sheffield Garr y Elizabeth Sinclair Garr. Ambos tenían 30 años en ese momento. Al año siguiente, la pareja trajo al mundo a su primera hija, Jeanette (Nettie) Garr Washburn, en 1850. Después de dar a luz a Nettie, su madre, Jeanette, comenzó a mostrar signos de enfermedad mental. Después de que Frances (Fanny) nació dos años después, en 1852, Washburn hizo los arreglos necesarios para el cuidado de su esposa en el Bloomingdale Asylum. Posteriormente fue trasladada a una institución en Brookline, Massachusetts donde permaneció hasta su fallecimiento a los 90 años en 1909.
Washburn falleció en Eureka Springs, Arkansas mientras visitaba los manantiales por su salud. Su cuerpo fue enterrado en el cementerio Oak Grove en La Crosse, Wisconsin.
Después de su muerte, su patrimonio fue valorado en un estimado de dos a tres millones de dólares. En su testamento, Cadwallader dejó dinero a su hija y otros miembros de su familia. Se hizo un gran legado a la ciudad de La Crosse; se compró un terreno y se erigió un edificio para la Biblioteca Pública de La Crosse. Sin embargo, la mayor parte se reservó para pagar el cuidado de su esposa, Jeanette.

## Legado
La ciudad de Washburn en el condado de Bayfield, Wisconsin recibió su nombre en su honor, igual que el condado de Washburn en el norte de Wisconsin y la ciudad de Washburn, Dakota del Norte. Instituciones educativas como el Centro de Washburn para niños, y Escuela secundaria Washburn en Minneapolis fueron nombradas en su honor. El Observatorio Washburn, en la Universidad de Wisconsin-Madison, también fue nombrado por Cadwallader, quien como gobernador, asignó el dinero para su construcción. La Crosse, Wisconsin donde Washburn descansa en su monumento en el cementerio de Oak Grove, tiene un vecindario y un parque en el centro de la ciudad que llevan su nombre.

## Otras fuentes
- Kelsey, Kerck (2005). «C.C. Washburn: The Evolution of a Flour Baron». Wisconsin Magazine of History (State Historical Society of Wisconsin) 88 (4): 38-51. Consultado el 23 de septiembre de 2013.
- Paynter, Mary O. P. (2002). Phoenix from the Fire: A History of Edgewood College. Madison, WI: Edgewood College. ISBN 978-0971810600.
- Atwater, Isaac (1893). History of the City of Minneapolis, Minnesota – Vol. II. New York: Munsell & Company.